# Elvia Wilk
Elvia Wilk (* 1989 in New York City) ist eine US-amerikanische Autorin, Journalistin und Redakteurin. Ihre Essays und Kritiken wurden bisher u. a. in Artforum, Frieze, Mousse, Die Zeit und Monopol veröffentlicht und drehen sich meistens um Kunst, Architektur oder Technologie sowie deren Verflechtung. Wilk lebt in New York.

## Leben und Wirken
Wilk lebte von 2010 bis 2017 in Berlin.
Als Redakteurin war sie im Jahr 2012 an der Gründung des Architektur-Magazins uncube magazine beteiligt, für das sie bis 2016 arbeitete. Von 2016 bis 2018 arbeitete sie für die Transmediale sowie die digitale Kunstplattform Rhizome. Momentan ist sie mitwirkende Redakteurin der Kunstdiskursplattform e-flux journal.
Sie absolvierte ein Masterstudium an der New School for Social Research in New York am Department of Liberal Studies. Aktuell ist sie Forschungsstipendiatin (Research Fellow) des US-amerikanischen Think Tanks Berggruen Institute (USA) im Transformations of the Human Program.  Wilk hatte Lehraufträge an der Universität der Künste Berlin, dem Eugene Lang College und dem City College of New York.
Im Juni 2019 erschien Wilks Debütroman Oval zunächst auf Englisch (Soft Skull Press). Die deutsche Ausgabe erschien 2020 unter identischem Titel im Secession Verlag. Oval verhandelt u. a. die Themen Kapitalismus, Kunst- und Kunstbetrieb, Nachhaltigkeit sowie kommerzialisierte Urbanität. Die Handlung spielt in einem Berlin in naher Zukunft. Zentral für die Erzählung ist der in die fiktionale Realität integrierte Design-Entwurf des deutschen Architekten Jakob Tigges aus dem Jahr 2009. Tigges Entwurf The Berg sah vor, einen etwa 1000 Meter hohen künstlichen Berg auf dem Tempelhofer Feld zu errichten. Anja und Louis, die Protagonisten von Oval, leben auf The Berg in einer Ökosiedlung. Der Titel des Buches spielt auf die Designer-Droge "Oval" an, die Louis im Verlauf des Romans entwickelt.
Über Elvia Wilks Roman-Debüt wurde in der US-amerikanischen und deutschen Presse berichtet. Die Frankfurter Rundschau lobt die Brillanz der Autorin, die sich am deutlichsten in der die Verhältnisse analytisch durchschauenden Sichtweise der Protagonistin Anja zeige. Die Gedankenschnelle und das emotionale Reflexionsvermögen von Anja erinnert Kritikerin Juliane Liebert (Süddeutsche Zeitung) an den Roman Allegro Pastell von Leif Randt. Wilk selbst nennt Don DeLillo, Doris Lessing und das Buch Satin Island von Tom McCarthy als wichtige literarische Einflüsse auf ihr Erstlingswerk.
Oval wurde von der Presse oft in die unmittelbare Nähe von Science-Fiction, Spekulative Fiktion und Dystopie gerückt. Wilk ordnet ihren Roman dem Genre New Weird zu und beschreibt die erzählte Welt in Oval als „alternative Realität“.

## Politische Einstellungen
Im Oktober 2024 gehörte Wilk zu den Unterzeichnern eines Aufrufs zum Boykott israelischer Kulturinstitutionen, „die an der überwältigenden Unterdrückung der Palästinenser mitschuldig sind oder diese stillschweigend beobachtet haben“.

## Veröffentlichungen
Bücher
- Death by Landscape. New York: Soft Skull Press. 2022.
- Oval. New York: Soft Skull Press. 2019. (Oval. Zürich/Berlin: Secession Verlag. 2020)

Essays und Kritiken (Auswahl)
- "Nancy Baker Cahill's Ghostly Monuments". Frieze. Issue 214. September 2020.
- "Kids In The Field". The White Review (Online). März 2020.
- "Do The Right Thing". Monopol: 146. Dezember 2019.
- "Ask Before You Bite" E-flux journal (Online). Journal #103. Oktober 2019.
- "Olia Lialina’s Web-Based Narrative Is a Parable for Digital Development". Frieze. Issue 200. Januar 2019.
- "The Word Made Fresh: Mystical Encounter and the New Weird Divine" E-flux journal (Online). Journal #92. Juni 2018.
- "Is Ornamenting Solar Panels a Crime?". E-flux journal (Online). April 2018.
- "The Grammar of Work". Frieze (Online). März 2018.
- "No More Excuses". Frieze (Online). November 2017.
- "Ich liebe mich bis an mein Lebensende" Zeit Online. Juni 2017.
- "Media Art Redone". Transmediale (Online). 2016.

## Auszeichnungen
Im Jahr 2019 wurde Wilk mit dem Andy Warhol Arts Writers Grant ausgezeichnet.